# ヒルベルトスキーム
代数幾何学では、ヒルベルトスキーム（英: Hilbert scheme）とは、周多様体(Chow variety)を精密化したある射影空間（より一般的には射影スキーム）の閉部分スキームのパラメータ空間であるスキームである。ヒルベルトスキームは、ヒルベルト多項式に対応する閉部分スキーム(closed subscheme)の共通点を持たない合併である。ヒルベルトスキームの基本理論は、(Alexander Grothendieck 1961)により開発された。広中の例は、非射影多様体はヒルベルトスキームを必ずしも持たないことを示している。

## 射影空間のヒルベルトスキーム
Pn のヒルベルトスキーム Hilb(n) は、次の意味で射影空間の閉スキームを分類する。
任意の局所ネータースキーム(locally Noetherian scheme) S に対し、ヒルベルトスキームの S に値を持つ点の集合
Hom(S, Hilb(n))
は、S 上に平坦(flat)である Pn × S の閉スキームの集合に自然に同型となる。S 上に平坦な Pn × S の閉部分スキームは、非公式には、S によりパラメトライズされた射影空間の部分スキームの族と考えることができる。ヒルベルトスキーム Hilb(n) は、ヒルベルト多項式 P を持つ射影空間の部分スキームのヒルベルト多項式に対応する部分である Hilb(n, P) の共通部分を持たない合併に分解する。これらの部分の各々は、Spec(Z) 上で射影的である。

### 構成
グロタンディエクは、ネータースキーム S 上のn-次元射影空間のヒルベルトスキーム Hilb(n)S を、様々な判別式を 0 とすることで定義されるグラスマン多様体(Grassmannian)の部分スキームとして定義した。ヒルベルトスキームの基本的性質は、S 上のスキーム T に対し、ヒルベルトスキームは、T 上に平坦な Pn ×S T の閉部分スキームとなる T-に値を持つ点を持つ函手を表現する。
X が n-次元射影空間の部分スキームであれば、X は  次数付き部分である IX(m) を持ち n + 1 変数の多項式環 S の次数付きイデアル IX へ対応する。X のヒルベルト多項式 P にのみ依存する充分大きな m に対し、O(m) に係数を持つ X の全ての高次コホモロジー群は、0 となるので、特に、IX(m) は次元 Q(m) − P(m) を持つ。ここの Q は射影空間のヒルベルト多項式である。
m の値を充分大きくとる。(Q(m) − P(m))-次元空間 IX(m) は Q(m)-次元空間 S(m) の部分空間であるので、グラスマン多様体 Gr(Q(m) − P(m), Q(m)) の点を表現する。このことは、ヒルベルト多項式 P に対応するヒルベルトスキームの部分のグラスマン多様体への埋め込みを与える。この埋め込みの像のスキームの構造を記述することが残っている。言い換えると、それに対応するイデアルの元を充分記述することが残っている。そのような元は写像 IX(m) ⊗ S(k) → S(k + m) が、正の k に対し多くともランク dim(IX(k + m)) を持つ条件により与えられる。この条件は様々な判別式の消滅と同値である。（さらに注意深く分析すると、k = 1 を取るだけで十分であることが分かる。）

### 変形
ヒルベルトスキーム Hilb(X)S は同じ方法で任意の射影スキーム X に対し定義され、構成される。非公式には、この点は X の閉点に対応している。

### 性質
Macaulay (1927) では、多項式のヒルベルトスキーム Hilb(n, P) が空ではないことが示され、Hartshorne (1966) は、Hilb(n, P) が空でないならば線型連結であることが示された。従って、射影空間の 2つの部分スキームが同じヒルベルトスキームの連結成分となることと、それらが同じヒルベルト多項式を持つこととは同値である。
ヒルベルトスキームは、全ての点で被約ではない既約成分のように、悪い特異点を持つことがある。それらは予期せぬ高次元の既約成分を持つこともある。例えば、次元 n のスキームの d 個の点のヒルベルトスキーム（もう少し正確には、次元 0で長さ d の部分スキーム）は、次元 dn を持つことが期待されるが、n ≥ 3 の場合には既約成分がもっと大きな次元を持つことがありうる。

## 多様体上の点のヒルベルトスキーム
ヒルベルトスキームは、スキーム上の 0-次元の部分スキームの穴のあいたヒルベルトスキーム(punctual Hilbert scheme)と呼ばれることがある。非公式には、このことは、いくつかの点が重なるときに非常に間違った理解を生み出すのであるが、スキームの上の点の有限個の集合のようなものを想定することができる。
任意の0-次元スキームを関連する 0-サイクルと取ることにより、点の被約なヒルベルトスキームからサイクルの周多様体へのヒルベルト・周の射(Hilbert-Chow morphism)が存在する。(Fogarty 1968, 1969, 1973).
M 上の n 個の点のヒルベルトスキーム M[n] は、M の n-重対称積への自然な射を持っている。この射は最大 2 次元の M に対して双有理であり、最大 3 次元の M に対して、大きな n に対して双有理ではない。一般に、ヒルベルトスキームは可約で、対称積の次元より非常に大きな次元の要素を持っている。
曲線 C （次元が 1 である複素多様体）上の点のヒルベルトスキームは、C の対称べき(symmetric power)に同型である。
曲面上の n 個の点のヒルベルトスキームも、滑らかである (Grothendieck)。n = 2 であれば、対角をブローアップすることにより、つまり、(x, y) ↦ (y, x) により引き起こされた Z/2Z で割ることにより、M × M が得られる。マーク・ハイマン(Mark Haiman)による方法は、あるマクドナルド多項式(Macdonald polynomial)の係数の正値性の証明に使われた。
次元が 3 以上の滑らかな多様体のヒルベルトスキームは、通常は滑らかではない。

## ヒルベルトスキームと超ケーラー幾何学
M を c1 = 0 である複素ケーラー曲面（K3曲面、もしくはトーラス）とすると、小平の曲面の分類に従い、M の標準バンドルは自明である。よって、M は正則なシンプレクティック形式を持つ。藤木明(Akira Fujiki)（n = 2 の場合）とアルナウ・ベルヴィル(Arnaud Beauville)により、M[n] も正則なシンプレクティックとなることが確認された。n = 2に対しては、このことはさほどは難しくない。実際、M[2] は M の二重対称積のブローアップである。Sym2 M の特異点は、局所的に C2 × C2/{±1} と同型である。C2/{±1}  のブローアップは、T ∗P1(C) であり、この空間はシンプレクティックである。このことはシンプレクティック形式は自然に M[n] の例外因子の滑らかな部分へ拡張される。M[n] の残りの部分は、ハルトークスの拡張定理により拡張される。
正則なシンプレクティックケーラー多様体は、超ケーラーであることは、カラビ・ヤウの定理より得られる。K3曲面や 4-次元次トーラス上の点のヒルベルトスキームは、超ケーラー多様体の例、K3曲面の点のヒルベルトスキームと一般化されたクンマー多様体をもたらす。